# Altweiherwiese und Taldorfer Bach
Das Gebiet Altweiherwiese und Taldorfer Bach ist ein mit Verordnung vom 31. März 1952 des Württembergischen Kultusministeriums als höhere Naturschutzbehörde ausgewiesenes Landschaftsschutzgebiet (LSG-Nummer 4.35.003) im Osten der baden-württembergischen Gemeinde Oberteuringen im Bodenseekreis in Deutschland.

## Lage
Das rund 76 Hektar große Landschaftsschutzgebiet Altweiherwiese und Taldorfer Bach gehört naturräumlich zum Oberschwäbischen Hügelland. Es liegt östlich der Oberteuringer Ortsmitte, südlich von Hefigkofen und nördlich von Blankenried, auf einer Höhe von 449 bis 498 m ü. NN.

## Schutzzweck
Wesentlicher Schutzzweck ist die Erhaltung der geologisch bedeutsamen Schmelzwasserrinne des Würm-Spätglazials als Talabschnitt der Ur-Argen.
Das Landschaftsschutzgebiet umfasst die Randbereiche und dient der Vermeidung nachteiliger Einflüsse auf das Naturschutzgebiet „Altweiherwiese“ durch störende oder den Naturhaushalt beeinträchtigende Veränderungen der Umgebung.